# 杨赓笙
杨赓笙（1869年—1955年），男，江西湖口人，中华民国政治人物，曾任孙中山秘书。

## 家庭
子杨仲子、杨叔子。